# Wolodymyr Swidsinskyj

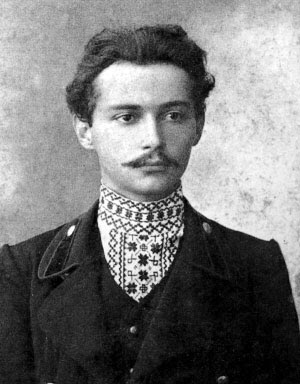
Wolodymyr Swidsinskyj, 1916

Wolodymyr Jewtymowytsch Swidsinskyj (* 26. Septemberjul. / 8. Oktober 1885greg. in Majaniw, Gouvernement Podolien, Russisches Kaiserreich; † 18. Oktober 1941 in Schestakowe, Oblast Charkiw, Ukrainische SSR) war ein ukrainischer Dichter und Übersetzer der hingerichteten Wiedergeburt.

## Leben
Wolodymyr Swidsinskyj kam 1885 im Dorf Majaniw in der heute ukrainischen Oblast Winnyzja zur Welt. Er ging bis 1899 in Tywriw zur Schule und besuchte anschließend bis 1904 das Podolische Seminar in Kamjanez-Podilskyj. Von 1908 bis 1913 studierte er am Kiewer Handelsinstitut und kehrte dann nach Podolien zurück. 
1912 veröffentlichte er im Monatsmagazin „Ukrainisches Haus“ sein erstes Gedicht „Seit langer Zeit warte ich auf dich ...“.
1915 zog er nach Schytomyr und zwischen 1916 und 1918 diente er in der Armee. 1918 zog er nach Kamenez-Podolskyj, heiratete dort eine Volksschullehrerin und wurde 1921 Vater einer Tochter. Vom Januar 1921 an arbeitete er als Archivar an der Universität Kamjanez-Podilskyj und im November 1921 wurde er Leiter des Bezirksarchives des Komitees zum Schutz altern Denkmäler, Kunst und Natur. 1922 wurde seine erste Gedichtsammlung, „Lirytschni poesiji“ (dt. Lyrische Poesie) publiziert. Zwischen Anfang 1923 und Juli 1925 war er Doktorand.
Im Oktober 1925 zog er nach Charkiw und wurde Literaturredakteur der Monatszeitschrift „Tscherwonoho schljachu“ (dt. Roter Weg) und ab November 1930 der Zeitung des ukrainischen Militärbezirks „Tscherwona armija“ (dt. Rote Armee). Zwischen Januar und September 1932 war er außerhalb Charkiws tätig um danach erneut für „Tscherwonoho schljachu“ (ab 1936 „Literatur Journal“) in Charkiw zu arbeiten. Dort zerbrach seine Ehe und seine Frau zog mit der gemeinsamen Tochter zu ihrer Schwester nach Winnyzja. Seine Frau starb bereits wenig später am 12. Juli 1933.
Während der Evakuierung von Charkow vor der heranrückenden Wehrmacht im Herbst 1941 wurde Swidsinskyj vom NKWD verhaftet und, gemeinsam mit anderen Gefangenen, im Dorf Schestakowe in der Nähe von Charkow in einem verschlossenen Schuppen lebendig verbrannt. Am 30. März 1964 rehabilitierte man ihn posthum aus Mangel an Beweisen.

## Werk
Seine zwischen 1927 und 1936 verfassten und zwischen 1937 und 1940 in der Ukraine gedruckten Gedichte wurden von Oleksa Weretentschenko gesammelt und 1975 in München in der Sammlung „Medobir“ (dt. Honigwald) veröffentlicht, die 1986 in der Ukraine veröffentlichte Ausgabe hieß „Poesiji“ (dt.Gedichte). In Kiew wurden 2004 seine gesammelten Gedichte und Übersetzungen in zwei Bänden publiziert.
Geschichten mit volkstümlichen oder exotischen Motiven waren ein wichtiger Teil seines Werks. Außerdem übersetzte er Klassiker von Aristophanes, Äsop, Hesiod und Ovid sowie Poesie der deutschen, französischen, polnischen und russischen Literatur. Das Werk des Dichters ist geprägt von den Erinnerungen an seine Heimat, die dem Lyriker helfen, seinen Seelenfrieden zu finden, Sorgen, Erfahrungen und Lebensprobleme zu vergessen.